# 2025 no UFC
O ano de 2025 é o 33º ano na história do Ultimate Fighting Championship (UFC), uma promoção de artes marciais mistas sediada nos Estados Unidos.

## O UFC em 2025

### Ação coletiva: processos antitruste
Em 9 de agosto de 2023, o juiz distrital dos Estados Unidos, Richard Boulware, concedeu o status de ação coletiva a mais de 1.200 ex-lutadores do UFC que competiram entre dezembro de 2010 e junho de 2017 e que estão processando por valores entre US$ 800 milhões e US$ 1,6 bilhão em salários, alegando que a Zuffa abusou de seu poder para manter baixos os salários dos lutadores do UFC. A lei antitruste também permite que os autores da ação recuperem o triplo dos danos sofridos, o que significa que o UFC pode, em última instância, ser condenado a pagar vários bilhões de dólares em indenizações. O caso tinha data de julgamento marcada para 8 de abril de 2024.
Em 20 de março de 2024, a TKO, empresa-mãe do UFC, chegou a um acordo para liquidar todas as reivindicações nos processos de ação coletiva por US$ 335 milhões, sendo o valor do acordo dedutível para fins fiscais. No entanto, em 31 de julho de 2024, o juiz Richard Boulware decidiu que o caso seria ouvido por um júri, negou a aprovação preliminar do acordo e remarcou o julgamento para outubro. Em 6 de fevereiro de 2025, o juiz Richard Boulware, de Nevada, concedeu a aprovação final para um acordo de US$ 375 milhões no processo antitruste "Le vs. Zuffa" por práticas monopolistas. Como parte do acordo, cerca de US$ 240 milhões a US$ 260 milhões serão distribuídos aos lutadores elegíveis, especificamente aqueles que competiram em pelo menos uma luta no UFC de dezembro de 2010 a junho de 2017. Espera-se que esses pagamentos sejam feitos ao longo do próximo ano. Além disso, US$ 40 milhões do acordo serão reservados para despesas administrativas e legais.

## Dispensas e aposentadorias
Estes lutadores foram dispensados de seus contratos com o UFC, anunciaram suas aposentadorias, ou se juntaram a outras promoções:
- Abdul Razak Alhassan - Dispensado em março - Peso-médio[8]
- Ahmad Sohail Hassanzada - Dispensado em abril - Peso-leve[9]
- Alex Caceres - Assinou com a Dirty Boxing em maio - Peso-pena[10]
- Andrea Lee - Dispensada em março - Peso-mosca feminino[11]
- Ange Loosa – Dispensado em julho – Peso-meio-médio[12]
- Anthony Smith - Aposentou-se em abril - Peso-meio-pesado[13]
- Antonina Shevchenko - Aposentou-se em março - Peso-mosca feminino[14]
- Ariane da Silva - Dispensada em junho - Peso-mosca feminino[15]
- Armen Petrosyan - Contrato expirado em março - Peso-médio[16]
- Bill Algeo - Aposentou-se em fevereiro - Peso-pena[17]
- Brad Katona - Dispensado em junho - Peso-galo[18]
- Caolan Loughran - Dispensado em abril - Peso-galo[19]
- Bruno Silva - Dispensado em maio - Peso-médio[20]
- C.J. Vergara - Dispensado em abril - Peso-mosca[21]
- Carlos Hernandez - Dispensado em maio - Peso-mosca[22]
- Choi Seung-woo - Dispensado em abril - Peso-pena[23]
- Cheyanne Vlismas - Aposentou-se em junho - Peso-palha feminino[24]
- Chris Weidman - Aposentou-se em janeiro - Peso-médio[25]
- Clay Guida - Dispensado em janeiro - Peso-leve[26]
- Cody Stamann - Dispensado em fevereiro - Peso-galo[27]
- Connor Matthews - Dispensado em junho - Peso-pena[28]
- Cortavious Romious - Dispensado em abril - Peso-galo[19]
- Daniel Argueta - Aposentou-se em abril - Peso-galo[29]
- Danny Roberts - Dispensado em janeiro - Peso-meio-médio[30]
- Diana Belbiţă - Aposentou-se em abril - Peso-mosca feminino[31]
- Dominick Cruz - Aposentou-se em fevereiro - Peso-galo[32]
- Don'Tale Mayes - Dispensado em maio - Peso-pesado[33]
- Dustin Poirier - Aposentou-se em julho - Peso-leve[34]
- Dylan Budka - Dispensado em fevereiro - Peso-médio[35]
- Felipe dos Santos Dispensado em julho - Peso-mosca[36]
- Gabriel Miranda - Dispensado em abril - Peso-pena[37]
- Guram Kutateladze - Dispensado em abril - Peso-leve[38]
- Hakeem Dawodu - Dispensado em junho - Peso-pena[39]
- Holly Holm - Dispensada em janeiro a seu pedido - Peso-galo feminino[40]
- Ihor Potieria - Dispensado em janeiro - Peso-médio[41]
- Istela Nunes - Dispensada em abril - Peso-mosca feminino[23]
- Ivana Petrović - Dispensada em maio - Peso-mosca feminino[42]
- Jairzinho Rozenstruik - Dispensado em fevereiro - Peso-pesado[43]
- Jalin Turner - Aposentou-se em março - Peso-leve[44]
- Jamal Pogues - Dispensado em fevereiro - Peso-pesado[45]
- Jimmy Flick - Dispensado em maio - Peso-mosca[46]
- Joe Solecki - Aposentou-se em fevereiro - Peso-leve[47]
- Jon Jones - Aposentou-se em junho - Peso-pesado[48]
- Jonathan Pearce - Dispensado em fevereiro - Peso-pena[27]
- Jordan Vucenic - Dispensado em julho - Peso-leve[12]
- José Johnson - Dispensado em janeiro - Peso-mosca[41]
- José Aldo - Aposentou-se em maio - Peso-pena[49]
- Josefine Lindgren Knutsson - Assinou com a GFL - Peso-palha feminino[50]
- Joshua Culibao - Dispensado em fevereiro - Peso-pena[27]
- Julia Avila - Aposentou-se em fevereiro - Peso-galo feminino[51]
- Julian Marquez - Dispensado em março - Peso-médio[52]
- Julio Arce - Assinou com a GFL - Peso-pena[53]
- Kang Kyung-ho - Aposentou-se em janeiro - Peso-galo[54]
- Kevin Jousset - Dispensado em abril - Peso-meio-médio[38]
- Kron Gracie - Dispensado em junho - Peso-pena[28]
- Landon Quiñones - Dispensado em março - Peso-leve[55]
- Lauren Murphy - Aposentou-se em julho - Peso-mosca feminino[56]
- Lucas Alexander - Dispensado em abril - Peso-pena[19]
- Magomed Gadzhiyasulov - Dispensado em janeiro - Peso-meio-pesado[41]
- Marcos Rogério de Lima - Dispensado em março - Peso-pesado[57]
- Marina Rodriguez - Aposentou-se em maio - Peso-palha feminino[58]
- Martin Buday - Dispensado em julho - Peso-pesado[59]
- Matthew Semelsberger - Dispensado em fevereiro - Peso-meio-médio[60]
- Michał Figlak - Dispensado em janeiro - Peso-leve[61]
- Molly McCann - Aposentou-se em março - Peso-palha feminino[62]
- Montana De La Rosa - Dispensada em março - Peso-mosca feminino[63]
- Natan Levy - Dispensado em fevereiro - Peso-leve[64]
- Nikolay Veretennikov - Dispensado em fevereiro - Peso-meio-médio[65]
- Pedro Falcão - Dispensado em abril - Peso-galo[19]
- Roosevelt Roberts - Dispensado em fevereiro - Peso-leve[66]
- Taylor Lapilus - Dispensado em fevereiro - Peso-galo[27]
- Tony Ferguson - Assinou com a GFL - Peso-meio-médio[67]
- Trevin Giles - Dispensado em julho - Peso-meio-médio[12]
- Urijah Faber - Dispensado em janeiro - Peso-galo[68]
- Victor Hugo - Dispensado em janeiro - Peso-pena[30]
- Victoria Dudakova - Dispensada em janeiro - Peso-palha feminino[41]
- Vinc Pichel - Aposentou-se em abril - Peso-leve[69]
- Viviane Araújo - Dispensada em julho - Peso-mosca feminino[12]
- Walt Harris - Dispensado em março - Peso-pesado[70]
- Warlley Alves - Saiu em comum acordo em fevereiro - Peso-médio[71]

## Lutadores que estrearam no UFC
Os seguintes lutadores fizeram sua primeira luta no UFC em 2025:
- Alexia Thainara - UFC Fight Night 255[62]
- Alvin Hines - UFC 317[72]
- Andreas Gustafsson - UFC 316[73]
- Andrey Pulyaev - UFC Fight Night 255[74]
- Ateba Abega Gautier - UFC on ESPN 64[75]
- Austin Bashi - UFC Fight Night 249[76]
- Austin Vanderford - UFC Fight Night 252[77]
- Azamat Bekoev - UFC 311[78]
- Aleksandre Topuria - UFC 312[79]
- Billy Elekana - UFC 311[80]
- Bogdan Grad - UFC Fight Night 250[81]
- Bruno Lopes - UFC Fight Night 249[82]
- Colby Thicknesse - UFC 312[79]
- Daniel Frunza - UFC on ESPN 65[83]
- David Martinez - UFC on ESPN 64[84]
- Diyar Nurgozhay - UFC Fight Night 254[85]
- Djorden Ribeiro dos Santos - UFC 313[86]
- Elijah Smith - UFC Fight Night 251[87]
- Eric McConico - UFC Fight Night 252[88]
- Gauge Young - UFC on ESPN 66[89]
- Islam Dulatov - UFC 318[90]
- Jacobe Smith - UFC Fight Night 249[91]
- Jackson McVey - UFC 318[92]
- John Yannis - UFC on ESPN 71[93]
- Jonathan Micallef - UFC 312[94]
- Jose Delgado - UFC Fight Night 251[95]
- Josias Musasa - UFC Fight Night 254[96]
- Julius Walker - UFC Fight Night 252[97]
- Kevin Vallejos - UFC Fight Night 254[98]
- Ko Seok-hyun - UFC on ABC 8[99]
- Kody Steele - UFC 312[100]
- Luis Gurule - UFC on ESPN 65[101]
- Malcolm Wellmaker - UFC on ESPN 66[102]
- Marco Tulio - UFC Fight Night 249[103]
- Mário Pinto - UFC Fight Night 253[104]
- Marcus Buchecha - UFC on ABC 9[105]
- Mark Choinski - UFC 316[106]
- Matheus Camilo - UFC Fight Night 256[107]
- Michael Aswell - UFC on ESPN 68[108]
- Nick Klein - UFC Fight Night 252[109]
- Nicolle Caliari - UFC Fight Night 249[110]
- Patrício Pitbull - UFC 314[111]
- Quillan Salkilld - UFC 312[112]
- Rizvan Kuniev - UFC on ABC 8[113]
- Tallison Teixeira - UFC 312[114]
- Tofiq Musayev - UFC on ABC 8[115]
- Torrez Finney - UFC on ESPN 65[116]
- Uran Satybaldiev - UFC on ESPN 65[117]
- Yadier del Valle - UFC Fight Night 256[118]
- Yoo Joo-sang - UFC 316[119]
- Yuneisy Duben - UFC Fight Night 254[120]

## Lutadores suspensos
A lista abaixo é baseada em lutadores suspensos por (1) Agência antidopagem dos Estados Unidos (USADA) ou Agência Mundial Antidoping (WADA) por violação do uso de substâncias proibidas ou incidentes não analíticos, (2) por comissões atléticas locais por má conduta durante as lutas ou nos locais dos eventos, ou (3) pelo UFC por razões também declaradas abaixo.
| País           | Nome                     | A partir de | Duração      | Motivo da suspensão                                                | Por                                          | Elegível para lutar novamente | Ref.            | Notas |
| -------------- | ------------------------ | ----------- | ------------ | ------------------------------------------------------------------ | -------------------------------------------- | ----------------------------- | --------------- | --- |
| Estados Unidos | Walt Harris              | 11/07/2023  | 4 anos       | Drostanolona e seus metabólitos, testosterona exógena e Anastrozol | Programa Antidoping para Esportes de Combate | 11/07/2027                    | [ 121 ]         | Deixou o UFC em março de 2025. |
| Arménia        | Arman Tsarukyan          | 13/04/2024  | 9 meses      | Altercação pré-luta com espectador durante o UFC 300               | Comissão Atlética do Estado de Nevada.       | 12/01/2025                    | [ 122 ]         | Multa de US$ 25.000; adicionalmente, se ele emitisse um anúncio de serviço público anti-bullying aprovado pela NSAC, a pena poderia ser reduzida para seis meses, com elegibilidade para lutar em 12 de outubro de 2024             |
| Egito          | Hamdy Abdelwahab         | 30/07/2024  | 6 meses      | Testosterona exógena                                               | Programa Antidoping para Esportes de Combate | 30/01/2025                    | [ 123 ]         | |
| Rússia         | Azamat Murzakanov        | 01/11/2024  | 6 meses      | Metabólitos de Ligandrol                                           | Programa Antidoping para Esportes de Combate | 01/05/2025                    | [ 124 ]         | Segunda violação no UFC. |
| Estados Unidos | Dennis Buzukja           | 07/12/2024  | 9 meses      | Altercação com um fã no UFC 310                                    | Comissão Atlética do Estado de Nevada.       | 07/09/2025                    | [ 125 ]         | Multa de US$ 2.500 com taxas legais adicionais de US$ 157,04; adicionalmente, se ele prestar serviço comunitário executado pela NSAC, a pena pode ser reduzida para seis meses, com elegibilidade para lutar em 7 de junho de 2025. |
| Brasil         | Marcos Rogério de Lima   | 24/01/2025  | 1 ano        | Anastrozol                                                         | Programa Antidoping para Esportes de Combate | 24/01/2026                    | [ 126 ]         | Segunda violação no UFC. Deixou o UFC em março de 2025. |
| Ucrânia        | Danylo Voievodkin        | 10/11/2024  | 2 anos       | Meldonium                                                          | Programa Antidoping para Esportes de Combate | 10/11/2026                    | [ 127 ]         | Deixou o UFC em março de 2025. |
| Brasil         | Douglas Silva de Andrade | 28/02/2025  | 6 meses      | Furosemida                                                         | Programa Antidoping para Esportes de Combate | 28/08/2025                    | [ 128 ]         | |
| Estados Unidos | Sean Strickland          | 03/07/2025  | Desconhecido | Altercação em evento do Tuff-N-Uff                                 | Comissão Atlética do Estado de Nevada.       | TBD                           | [ 129 ] [ 130 ] | |

## The Ultimate Fighter
A seguinte temporada do The Ultimate Fighter está programada para ir ao ar em 2025:
| Temporada               | Divisão         | Vencedor | Vice-campeão | Ref |
| ----------------------- | --------------- | -------- | ------------ | --- |
| The Ultimate Fighter 33 | Peso-mosca      |          |              |     |
| The Ultimate Fighter 33 | Peso-meio-médio |          |              |     |

## Lista de eventos

### Eventos agendados
| Evento                               | Data       | Local                         | Cidade                        | País                   | Ref.    |
| ------------------------------------ | ---------- | ----------------------------- | ----------------------------- | ---------------------- | ------- |
| UFC Fight Night 263                  | 22/11/2025 | Arena Ali Bin Hamad Al Attiya | Al Rayyan                     | Catar                  | [ 132 ] |
| UFC 321: Aspinall vs. Gane           | 25/10/2025 | Etihad Arena                  | Abu Dhabi                     | Emirados Árabes Unidos | [ 133 ] |
| UFC Fight Night 262                  | 18/10/2025 | Rogers Arena                  | Vancouver, Colúmbia Britânica | Canadá                 | [ 134 ] |
| UFC Fight Night: Oliveira vs. Fiziev | 11/10/2025 | Farmasi Arena                 | Rio de Janeiro                | Brasil                 | [ 135 ] |
| UFC 320: Ankalaev vs. Pereira 2      | 04/10/2025 | T-Mobile Arena                | Las Vegas, Nevada             | Estados Unidos         | [ 136 ] |
| UFC Fight Night: Ulberg vs. Reyes    | 28/09/2025 | RAC Arena                     | Perth, Austrália Ocidental    | Austrália              | [ 137 ] |
| UFC Fight Night: Lopes vs. Silva     | 13/09/2025 | Frost Bank Center             | San Antonio, Texas            | Estados Unidos         | [ 138 ] |
| UFC Fight Night: Imavov vs. Borralho | 06/09/2025 | Accor Arena                   | Paris                         | França                 | [ 139 ] |
| UFC Fight Night: Walker vs. Zhang    | 23/08/2025 | Shanghai Indoor Stadium       | Xangai                        | China                  | [ 140 ] |

### Eventos passados
| #   | Evento                                   | Data       | Local                | Cidade                  | Público | Luta da Noite         | Luta da Noite | Luta da Noite        | Performance da Noite | Performance da Noite   | Bônus     |
| --- | ---------------------------------------- | ---------- | -------------------- | ----------------------- | ------- | --------------------- | ------------- | -------------------- | -------------------- | ---------------------- | --------- |
| 744 | UFC 319: du Plessis vs. Chimaev          | 16/08/2025 | United Center        | Chicago, Illinois       |         |                       |               |                      |                      |                        |           |
| 743 | UFC on ESPN: Dolidze vs. Hernandez       | 09/08/2025 | UFC Apex             | Las Vegas, Nevada       | —       | —                     | —             | —                    | Anthony Hernandez    | Christian Leroy Duncan | US$50.000 |
| 743 | UFC on ESPN: Dolidze vs. Hernandez       | 09/08/2025 | UFC Apex             | Las Vegas, Nevada       | —       | —                     | —             | —                    | Elijah Smith         | Joselyne Edwards       | US$50.000 |
| 742 | UFC on ESPN: Taira vs. Park              | 02/08/2025 | UFC Apex             | Las Vegas, Nevada       | —       | Chris Duncan          | vs.           | Mateusz Rębecki      | —                    | —                      | US$50.000 |
| 742 | UFC on ESPN: Taira vs. Park              | 02/08/2025 | UFC Apex             | Las Vegas, Nevada       | —       | Esteban Ribovics      | vs.           | Elves Brener         | —                    | —                      | US$50.000 |
| 741 | UFC on ABC: Whittaker vs De Ridder       | 26/07/2025 | Etihad Arena         | Abu Dhabi               | —       | Sharabutdin Magomedov | vs.           | Marc-André Barriault | Muslim Salikhov      | Steven Nguyen          | US$50.000 |
| 740 | UFC 318: Holloway vs. Poirier 3          | 19/07/2025 | Smoothie King Center | Nova Orleans, Louisiana | 18.138  | Brendan Allen         | vs.           | Marvin Vettori       | Ateba Abega Gautier  | Islam Dulatov          | US$50.000 |
| 740 | UFC 318: Holloway vs. Poirier 3          | 19/07/2025 | Smoothie King Center | Nova Orleans, Louisiana | 18.138  | Brendan Allen         | vs.           | Marvin Vettori       | Carli Judice         | —                      | US$50.000 |
| 739 | UFC on ESPN: Lewis vs. Teixeira          | 12/07/2025 | Bridgestone Arena    | Nashville, Tennessee    | 17.007  | Morgan Charrière      | vs.           | Nate Landwehr        | Valter Walker        | Fatima Kline           | US$50.000 |
| 738 | UFC 317: Topuria vs. Oliveira            | 28/06/2025 | T-Mobile Arena       | Las Vegas, Nevada       | 19.800  | Brandon Royval        | vs.           | Joshua Van           | Ilia Topuria         | Gregory Rodrigues      | US$50.000 |
| 737 | UFC on ABC: Hill vs. Rountree Jr.        | 21/06/2025 | Baku Crystal Hall    | Baku                    | 14.424  | Nazim Sadykhov        | vs.           | Nikolas Motta        | Nazim Sadykhov       | Nikolas Motta          | US$50.000 |
| 736 | UFC on ESPN: Usman vs. Buckley           | 14/06/2025 | State Farm Arena     | Atlanta, Geórgia        | 17.204  | Kamaru Usman          | vs.           | Joaquin Buckley      | Malcolm Wellmaker    | Jose Ochoa             | US$50.000 |
| 735 | UFC 316: Dvalishvili vs. O'Malley 2      | 07/06/2025 | Prudential Center    | Newark, Nova Jérsei     | 17.343  | —                     | —             | —                    | Merab Dvalishvili    | Kayla Harrison         | US$50.000 |
| 735 | UFC 316: Dvalishvili vs. O'Malley 2      | 07/06/2025 | Prudential Center    | Newark, Nova Jérsei     | 17.343  | —                     | —             | —                    | Kevin Holland        | Yoo Joo-sang           | US$50.000 |
| 734 | UFC on ESPN: Gamrot vs. Klein            | 31/05/2025 | UFC Apex             | Las Vegas, Nevada       | —       | Rayanne dos Santos    | vs.           | Alice Ardelean       | Ramiz Brahimaj       | Jordan Leavitt         | US$50.000 |
| 733 | UFC Fight Night: Burns vs. Morales       | 17/05/2025 | UFC Apex             | Las Vegas, Nevada       | —       | Julian Erosa          | vs.           | Melquizael Costa     | Michael Morales      | Denise Gomes           | US$50.000 |
| 732 | UFC 315: Muhammad vs. Della Maddalena    | 10/05/2025 | Bell Centre          | Montreal, Quebec        | 19.786  | Belal Muhammad        | vs.           | Jack Della Maddalena | Jasmine Jasudavicius | Marc-André Barriault   | US$50.000 |
| 731 | UFC on ESPN: Sandhagen vs. Figueiredo    | 03/05/2025 | Wells Fargo Arena    | Des Moines, Iowa        | 15.627  | —                     | —             | —                    | Cory Sandhagen       | Reinier de Ridder      | US$50.000 |
| 731 | UFC on ESPN: Sandhagen vs. Figueiredo    | 03/05/2025 | Wells Fargo Arena    | Des Moines, Iowa        | 15.627  | —                     | —             | —                    | Azamat Bekoev        | Quang Le               | US$50.000 |
| 730 | UFC on ESPN: Machado Garry vs. Prates    | 26/04/2025 | T-Mobile Center      | Kansas City, Missouri   | 15.984  | Randy Brown           | vs.           | Nicolas Dalby        | Zhang Mingyang       | Malcolm Wellmaker      | US$50.000 |
| 729 | UFC 314: Volkanovski vs. Lopes           | 12/04/2025 | Kaseya Center        | Miami, Flórida          | 18.287  | Alexander Volkanovski | vs.           | Diego Lopes          | Paddy Pimblett       | Jean Silva             | US$50.000 |
| 728 | UFC on ESPN: Emmett vs. Murphy           | 05/04/2025 | UFC Apex             | Las Vegas, Nevada       | —       | —                     | —             | —                    | Lee Chang-ho         | Ode' Osbourne          | US$50.000 |
| 728 | UFC on ESPN: Emmett vs. Murphy           | 05/04/2025 | UFC Apex             | Las Vegas, Nevada       | —       | —                     | —             | —                    | Dione Barbosa        | Rhys McKee             | US$50.000 |
| 727 | UFC on ESPN: Moreno vs. Erceg            | 29/03/2025 | Arena CDMX           | Cidade do México        | 19.731  | —                     | —             | —                    | Manuel Torres        | Édgar Cháirez          | US$50.000 |
| 727 | UFC on ESPN: Moreno vs. Erceg            | 29/03/2025 | Arena CDMX           | Cidade do México        | 19.731  | —                     | —             | —                    | David Martínez       | Ateba Gautier          | US$50.000 |
| 726 | UFC Fight Night: Edwards vs. Brady       | 22/03/2025 | The O2 Arena         | Londres                 | 18.583  | —                     | —             | —                    | Sean Brady           | Kevin Holland          | US$50.000 |
| 726 | UFC Fight Night: Edwards vs. Brady       | 22/03/2025 | The O2 Arena         | Londres                 | 18.583  | —                     | —             | —                    | Alexia Thainara      | Shauna Bannon          | US$50.000 |
| 725 | UFC Fight Night: Vettori vs. Dolidze 2   | 15/03/2025 | UFC Apex             | Las Vegas, Nevada       | —       | —                     | —             | —                    | Carlos Vera          | André Lima             | US$50.000 |
| 725 | UFC Fight Night: Vettori vs. Dolidze 2   | 15/03/2025 | UFC Apex             | Las Vegas, Nevada       | —       | —                     | —             | —                    | Priscila Cachoeira   | Carli Judice           | US$50.000 |
| 724 | UFC 313: Pereira vs. Ankalaev            | 08/03/2025 | T-Mobile Arena       | Las Vegas, Nevada       | 18.869  | Justin Gaethje        | vs.           | Rafael Fiziev        | Ignacio Bahamondes   | Maurício Ruffy         | US$50.000 |
| 723 | UFC Fight Night: Kape vs. Almabayev      | 01/03/2025 | UFC Apex             | Las Vegas, Nevada       | —       | Nasrat Haqparast      | vs.           | Esteban Ribovics     | Manel Kape           | Mário Pinto            | US$50.000 |
| 722 | UFC Fight Night: Cejudo vs. Song         | 22/02/2025 | Climate Pledge Arena | Seattle, Washington     | 18.287  | Alonzo Menifield      | vs.           | Julius Walker        | Jean Silva           | Ricky Simón            | US$50.000 |
| 721 | UFC Fight Night: Cannonier vs. Rodrigues | 15/02/2025 | UFC Apex             | Las Vegas, Nevada       | —       | Jared Cannonier       | vs.           | Gregory Rodrigues    | Edmen Shahbazyan     | Gabriel Bonfim         | US$50.000 |
| 720 | UFC 312: du Plessis vs. Strickland 2     | 09/02/2025 | Qudos Bank Arena     | Sydney                  | 18.253  | Rong Zhu              | vs.           | Kody Steele          | Tallison Teixeira    | Quillan Salkilld       | US$50.000 |
| 719 | UFC Fight Night: Adesanya vs. Imavov     | 01/02/2025 | anb Arena            | Riyadh                  | —       | Said Nurmagomedov     | vs.           | Vinicius Oliveira    | Nassourdine Imavov   | Bogdan Grad            | US$50.000 |
| 718 | UFC 311: Makhachev vs. Moicano           | 18/01/2025 | Intuit Dome          | Inglewood, Califórnia   | 18.370  | Merab Dvalishvili     | vs.           | Umar Nurmagomedov    | Jiří Procházka       | Jailton Almeida        | US$50.000 |
| 717 | UFC Fight Night: Dern vs. Ribas 2        | 11/01/2025 | UFC Apex             | Las Vegas, Nevada       | —       | Chris Curtis          | vs.           | Roman Kopylov        | Mackenzie Dern       | César Almeida          | US$50.000 |